# Phytomyza minuta
Phytomyza minuta este o specie de muște din genul Phytomyza, familia Agromyzidae. A fost descrisă pentru prima dată de Johann Wilhelm Meigen în anul 1838.
Este endemică în Germania. Conform Catalogue of Life specia Phytomyza minuta nu are subspecii cunoscute.